# Walckenaeria pinocchio
Walckenaeria pinocchio là một loài nhện trong họ Linyphiidae.
Loài này thuộc chi Walckenaeria. Walckenaeria pinocchio được miêu tả năm 1945 bởi Kaston.